# Per Abrahamsson i Västergranvåg
Per Abrahamsson (i riksdagen kallad Abrahamsson i Västergranvåg) född 29 augusti 1767 i Torsåkers församling, Västernorrlands län, död 27 maj 1841 i Sollefteå församling, Västernorrlands län, var en svensk riksdagsman.
Han företrädde Södra Ångermanlands domsaga av Västernorrlands län i bondeståndet vid ståndsriksdagarna 1809/10 samt samma domsagas övre del 1815 och 1817/18.
Abrahamsson var vid riksdagen 1809–10 ledamot i förstärkta statsutskottet. Vid 1815 års urtima riksdag var han suppleant i bankoutskottet och ledamot i förstärkta statsutskottet och vid den urtima riksdagen 1817–1818 var han ledamot i bondeståndets enskilda besvärsutskott, suppleant i lagutskottet och ledamot i särskilda utskottet.